# The Simpsons Game
The Simpsons Game är ett spel baserat på tv-serien Simpsons som släpptes under senhösten år 2007. Spelet utvecklades av EA Redwood Studios, Rebellion Developments och Amaze Entertainment och publicerades av Electronic Arts. Spelidén kommer från Tim Long, Matt Selman och Matt Warburton.
Familjemedlemmarna Homer, Marge (med Maggie), Bart och Lisa upptäcker att det är med i ett videospel och har superkrafter och de måste rädda Spelet sina 8-bitars, föregångare från deras skapare, Will Wright och Matt Groening. För att få tag i skaparna måste de först samla spelkort genom att besöka fyra andra spel.
Spelet vann en Spike Video Game Awards för bästa spel baserat på film eller tv-show under 2007 och blev nominerad till bästa videospels manus på 2007:års Writers Guild of America Award. Den 31 januari 2008, hade spelet sålts i fyra miljoner exemplar över hela världen. 
Två familjemedlemmar är spelbara i varje nivå, bortsett från det "Land of Chocolate" där endast Homer är spelbar. Spelet har totalt sexton nivåer, som kallas episoder. Spelets nätfunktioner stängdes ner av Electronic Arts den 16 mars 2010.

## Gameplay
Spelaren kan styra över fyra av de fem familjemedlemmarna, alla med sina egna unika förmågor. Maggie är i själva verket en del av Marge, hon är bara spelbar när hon ska krypa genom luftkanaler och andra små utrymmen i spelet. Minst två olika familjemedlemmar kan spelas på varje nivå, bortsett från prologen i spelet där man endast kan styra Homer, och i den sista nivån där alla familjemedlemmar kan styras (dock endast på PS3- och Xbox 360-versionen). Spelet innehåller 16 olika nivåer; så kallade episoder. Varje episod kräver en särskild kvalifikation när det gäller karaktärerna i denna episod. Till exempel i Episod 4: Lisa Tree Hugger måste man använda Lisas magiska kraft Hand of Buddha för att kunna flytta bort stora objekt och Bart måste använda sin slangbella för att stänga ner ett stort antal maskiner. I alla episoder i spelet finns det unika fiender, med undantag för den sista nivån där fienderna i spelet återvinns med annorlunda färger och har en gloria på deras huvuden.
Efter varje episod finns det också spelbara utmaningar. Dessa inkluderar att finna samtliga samlarobjekt för varje karaktär, samla på alla tv-spels klichéer eller avklara en episod på en bestämd tid utan att dö. Det finns två episoder som utspelar sig i staden Springfield; där man fritt kan utforska hela stan och leta efter ytterligare samlarobjekt och tv-spels klichéer. Dessa två episoder har dessutom små minispel, inklusive parodier av Joust, Pokémon och Space Invaders. Samtliga versioner har minispelsparodier baserade på Gauntlet, Missile Command, olika Dansspel och Frogger. Varje familjemedlem har sin egen unika förmåga, och inom PS3-versionen finns det unika power-ups för varje familjemedlem. 
- Bart påminner om en traditionell plattformskaraktär. Han är beväpnad med en slangbella, gripklo och en kappa för att glida med. Han har förmågan att använda Ziplines och en power-up som förvandlar honom till en RoboCop-liknande RoboBart, med osårbart pansar och beväpnad med lasrar som kan gå igenom glas och förinta fiender och hinder med en träff.

- Homers förmågor påminner om spelet Katamari Damacy, då han kan förvandlas till en jättelik boll för att äta mat och bryta sig igenom hinder som fiender. Han kan dessutom rapa, andas in helium och förvandlas till Gummi Homer, vilket ger honom förmågan att skjuta godisprojektiler på fiender. Hans power-up är en kryddstark Guatemalachili som förvandlar honom till en osårbar lavaboll.

- Marge har förmågan att rekrytera en arg mobb som hon kan använda för att fördärva, reparera och bygga upp delar av miljön, samt att attackera fiender. Hon kan även använda en megafon som vapen för att blåsa tillbaka och ibland döda fiender. Hon har med sig Maggie på hennes rygg, som hon kan använda i små utrymmen för särskilda syften. Hennes power-up är Marge Cop, vilket ger henne styrka och osårbarhet, och som beväpnar hennes mobb med stenar.

- Lisa har en saxofon som hon kan använda för att både bedöva och döda fiender. Hennes unika kraft är Hand of Buddha som hon kan använda för att flytta undan objekt över spelbanan, samt gripa tag och krossa ner fiender. Hon har dessutom förmågan att kasta blixtar mot marken och förvandla fiender till iskuber. Hennes power-up är Clobber Girl, vilket ger henne superstyrka och osårbarhet.

## Handling

### Prolog
Homer drömmer om ett land om choklad där han slåss mot kaniner.

## Huvudhandling
Bart går till TV-spelsbutiken och köper Grand Theft Scratchy-spelet, som direkt blir konfiskerat av Marge. När Bart promenerar i Springfield faller en videospelsmanual från himlen framför honom. Bart läser igenom manualen och upptäcker att han och hans familj har särskilda superkrafter. Bart använder sina krafter i sitt alter ego Bartman och stoppar Jimbo, Kearney och Dolph från att stjäla från Natural History Museum och Homer använder sin förmåga att bli till en enorm boll och vinner en ätartävling. Lisa använder sina befogenheter till att stoppa ett skogsavverkningsprojekt, och Marge använder sin makt för att få folkmassor för att stoppa Grand Theft Scratchy.
Under middagen får Springfield besök av Kang & Kodos, och familjen förstår att de inte har makt att stoppa dem. För att besegra Kang & Kodos besöker Bart och Lisa, Professor Frink som ger dem en spelarguide för att kunna utnyttja sina befogenheter på ett bättre sätt och få nya. Familjen försöker stoppa den invasionen och tar hjälp av Horatio McCallister. De försöker besegra fientliga delfiner som kommit på besök. Då de besegrat delfinerna beger sig Bart och Homer till Lard Lad-statyn som har vaknat till liv och till slut räddar de Cletus från utomjordingarna.
För att få reda på varför de är med i ett videospel, vänder sig familjen till Internet, men hamnar i en spelmotor då Homer spiller duff över tangentbordet. Där upptäcker de Will Wright, som förstör exemplar av en gammal 8-bitars, The Simpsonsspel. Familjen lyckas rädda sin 8-bitars föregångare innan den förstörts av Will Wright, och upptäcker att de också kommer att bli förstörda då nästa The Simpsons-spel släpps. Det enda sättet att förhindra detta är att prata med skaparen av spelet och övertyga honom att inte förstöra dem. För att få tillgång hans herrgård, måste familjen samla spelkort från fyra kommande Simpsons-spel. Först besegrar Homer och Marge en drake i Neverquest, sedan reser Homer och Bart till Frankrike under andra världskriget för att motarbeta Mr Burns planer i Medal of Homer. Marge och Lisa besöker sen Grand Theft Scratchy och tar bort allt barnförbjudet material i spelet. Lisa och Homer reser därefter till Japan för att besegra den onda Mr. Dirt i Big Super Happy Fun Fun Game.
När familjen samlat alla fyra korten försöker Bart och Homer infiltrera skaparens herrgård och möts av Matt Groening, som sätter Bender och Dr Zoidberg från Futurama efter dem. Familjen lyckas besegra dem och Matt Groening medger att han bara skapar nya spel för pengarna, och förstör spelmotorn. Familjen lyckas fly tillsammans med flera andra spelkaraktärer till Springfield där utomjordingarna fortfarande attackerar. Lisa använder sina krafter för att skapa en trappa till himlen, och familjen ber Gud om råd. När han är besegrad i en omgång, Dance Dance Revolution, berättar Gud att han tappade manualen genom en olyckshändelse som gjorde så att familjen fick superkrafter. Han lovade att återställa Springfield, och att inga fler nya Simpsons-spel kommer att göra dem förlorade.

### Epilog
Lisa frågar Gud om han själv tror att han är en karaktär i ett spel, något som han förnekar. Därefter visas en videosekvens där Ralph sitter och spelar spelet och går fram till spelaren och ropar efter mamma och pappa.

## Röster
- Dan Castellaneta - Homer Simpson / Itchy / Barney Gumble / Abraham Simpson / Krusty / Joe Quimby / Sideshow Mel / Jeremy Peterson
- Julie Kavner - Marge Simpson
- Nancy Cartwright - Bart Simpson / Maggie Simpson / Ralph Wiggum / Nelson Muntz / Todd Flanders
- Yeardley Smith - Lisa Simpson
- Harry Shearer - Ned Flanders / Seymour Skinner / Mr. Burns / Waylon Smithers / Scratchy / Lenny Leonard / Otto Mann / Kent Brockman / Kang
- Hank Azaria -  Moe Szyslak / Clancy Wiggum / Professor Frink / Comic Book Guy / Carl Carlson / Cletus Spuckler / Bumblebee Man / Apu Nahasapeemapetilon / Horatio McCallister
- N. Vyolet Diaz - Violet
- John Di Maggio - Bender
- Kelsey Grammer - Sideshow Bob
- Matt Groening - Sig själv
- Pamela Hayden - Milhouse Van Houten
- Maurice LaMarche - William Shakespeare
- Tress MacNeille - Övriga röster
- Russi Taylor - Martin Prince
- Marcia Wallace - Edna Krabappel
- Billy West - Dr. Zoidberg
- Will Wright - Sig själv